# ロイヤル・ソサエティ・オブ・アーツ
ロイヤル・ソサエティ・オブ・アーツ（The Royal Society of Arts、RSA）とは、ロンドンに本部を置くイギリスの学会である。正式名称はThe Royal Society for the Encouragement of Arts, Manufactures and Commerce。日本語訳では王立芸術協会、王立技芸協会など。
1754年にSociety for the encouragement of Arts, Manufacture and Commerceとして設立され、1847年に王室勅許を得、1908年にはエドワード8世よりRoyal（王立）との名称の使用を許された。
著名な会員には、チャールズ・ディケンズ、アダム・スミス、ベンジャミン・フランクリン、グリエルモ・マルコーニ、カール・マルクス、ウィリアム・ホガース、ジョン・ディーフェンベーカー、スティーヴン・ホーキング、ティム・バーナーズ＝リーなどがおり、今日ではそのフェローは世界80カ国から選出されている。
RSAの発行するメダルは3種類あり、アルバート・メダル、ベンジャミン・フランクリン・メダル、バイセンテナリー・メダルである。

## 会長
- 1755年 – 1761年：初代フォルクストン子爵ジェイコブ・ブーヴェリー[3]
- 1761年 – 1793年：第2代ロムニー男爵ロバート・マーシャム[3]
- 1794年 – 1815年：第11代ノーフォーク公爵チャールズ・ハワード[3]
- 1816年 – 1843年：サセックス公爵オーガスタス・フレデリック[3]
- 1843年 – 1861年：アルバート王配[3]
- 1862年：ウィリアム・トゥック（英語版）[3]
- 1863年 – 1901年：エドワード王太子（のちの国王エドワード7世）[3]
- 1901年：初代準男爵サー・フレデリック・ブラムウェル（英語版）[3]
- 1901年 – 1910年：ジョージ王太子（のちの国王ジョージ5世）[3]
- 1910年：初代アルヴァーストン男爵リチャード・ウェブスター（英語版）[3]
- 1911年 – 1942年：コノート＝ストラサーン公爵アーサー[3]
- 1942年 – 1943年：サー・エドワード・クロウ（英語版）[3]
- 1943年 – 1945年：エドワード・フランクランド・アームストロング（英語版）[3]
- 1945年 – 1947年：初代ベネット子爵リチャード・ベネット[3]
- 1947年 – 1952年：エリザベス王女（のちの女王エリザベス2世）[3]
- 1952年 – 2011年：エディンバラ公爵フィリップ王配[3]
- 2011年 – ：アン王女

## 関連図書
- Wood, Henry Trueman. A history of the Royal Society of Arts (London: Murray, 1913).
- Lloyd, Matthew and Schilling, Mikael. "The Royal Society of Arts",  Journal of Architectural Conservation (Routledge, Taylor & Francis Group, 2014)